# Tolmera albibasalis
Tolmera albibasalis là một loài bướm đêm trong họ Geometridae.